# Maria de Knuijt
Maria Simonsdr de Knuijt (ca. 1613–1681) was een rijke burgeres uit Delft en de echtgenote van Pieter Claesz van Ruijven, een welgestelde bierbrouwerszoon. Lange tijd werd aangenomen dat Van Ruijven de belangrijkste beschermheer van schilder Johannes Vermeer was. Later bleek echter dat vooral De Knuijt deze rol vervulde. Zij verzamelde veel van Vermeers werken en heeft mogelijk zelfs invloed gehad op zijn artistieke ontwikkeling.  

## Biografie
De Knuijt woonde op slechts enkele huizen afstand van herberg Mechelen, het huis waar de zes jaar jongere Vermeer leefde. Waarschijnlijk kende zij hem al vanaf zijn jeugd. Rond 1657 begon zij zijn werk te verzamelen, juist in de periode waarin Vermeer overstapte van traditionele religieuze en mythologische onderwerpen naar intieme taferelen van vrouwen in huiselijke interieurs. Dit wijst erop dat zij hem mogelijk stimuleerde in deze nieuwe artistieke richting. Uit haar testament blijkt hun nauwe band: zij liet Vermeer 500 gulden na. Dat bedrag werd nooit uitbetaald, omdat hij vóór haar overleed, maar het gebaar wijst op een hechte vriendschap en mogelijk ook zakelijke relaties.
Na haar overlijden in 1681 en dat van haar dochter Magdalena in 1682, werden in de nalatenschap van de familie ongeveer twintig schilderijen van Vermeer geteld.